# Léolia Jeanjean
Léolia Jeanjean (* 14. August 1995 in Montpellier) ist eine französische Tennisspielerin.

## Karriere
Jeanjean begann mit sechs Jahren mit dem Tennisspielen und bevorzugt Sandplätze. Sie spielt vorrangig auf Turnieren des ITF Women’s Circuit, bei denen sie bislang vier Einzel- und drei Doppeltitel gewonnen hat.
2009 erhielt sie vom Veranstalter der French Open eine Wildcard sowohl für das Juniorinneneinzel als auch für das Juniorinnendoppel mit ihrer Partnerin Darja Salnikowa, schied aber in beiden Wettbewerben bereits in der ersten Runde aus.
2010 erhielt sie bei den French Open abermals sowohl für das Juniorinneneinzel als auch mit ihrer Partnerin Clothilde de Bernardi für das Juniorinnendoppel eine Wildcard. Im Einzel scheiterte sie in der ersten Runde an der späteren Viertelfinalistin María Teresa Torró Flor, im Doppel konnte sie mit de Bernardi das Viertelfinale erreichen.
2021 erreichte sie bei den Grand Est Open 88 als Qualifikantin das Viertelfinale, was sie bei den darauf folgenden Open de Biarritz wiederholen konnte.

### College-Tennis
Bei den ITA National Fall Championships 2017 kam sie im Dameneinzel, als Nummer 16 gesetzt, bis ins Achtelfinale.

## Turniersiege

### Einzel
| Nr. | Datum            | Turnier  | Kategorie | Belag             | Finalgegnerin           | Ergebnis |
| --- | ---------------- | -------- | --------- | ----------------- | ----------------------- | -------- |
| 1.  | 30. Mai 2021     | Šibenik  | ITF W15   | Sand              | Nefisa Berberović       | 6:2, 6:4 |
| 2.  | 17. April 2022   | Calvi    | ITF W25+H | Hartplatz         | Tessah Andrianjafitrimo | 6:2, 6:2 |
| 3.  | 27. Oktober 2024 | Poitiers | ITF W75   | Hartplatz (Halle) | Diana Martynov          | 6:2, 6:3 |
| 4.  | 2. November 2024 | Nantes   | ITF W50   | Hartplatz (Halle) | Sara Cakarevic          | 6:1, 6:3 |

### Doppel
| Nr. | Datum             | Turnier          | Kategorie      | Belag     | Partnerin          | Finalgegnerinnen               | Ergebnis         |
| --- | ----------------- | ---------------- | -------------- | --------- | ------------------ | ------------------------------ | ---------------- |
| 1.  | 7. Dezember 2013  | Borriol          | ITF $10.000    | Sand      | Marine Partaud     | Tina Tehrani Mandy Wagemaker   | 4:6, 6:1, [10:3] |
| 2.  | 29. Juni 2019     | Cancún           | ITF W15        | Hartplatz | Tiphanie Fiquet    | Hind Abdelouahid Alyssa Tobita | 6:4, 6:4         |
| 3.  | 5. August 2023    | Feira de Santana | ITF W60        | Hartplatz | Walerija Strachowa | Haley Giavara Abigail Rencheli | 7:5, 6:4         |
| 4.  | 26. November 2023 | Florianópolis    | WTA Challenger | Sand      | Sara Errani        | Julia Lohoff Conny Perrin      | 7:5, 3:6, [10:7] |

## Abschneiden bei Grand-Slam-Turnieren

### Dameneinzel
| Turnier         | 2022 | 2023 | 2024 | 2025 | Karriere |
| --------------- | ---- | ---- | ---- | ---- | -------- |
| Australian Open | —    | 1    | 1    | 1    | 1        |
| French Open     | 3    | 2    | 1    | 2    | 3        |
| Wimbledon       | Q3   | Q1   | —    | Q1   | —        |
| US Open         | 1    | Q2   | Q1   |      | 1        |

Zeichenerklärung: S = Turniersieg; F, HF, VF, AF = Einzug ins Finale / Halbfinale / Viertelfinale / Achtelfinale; 1, 2, 3 = Ausscheiden in der 1. / 2. / 3. Hauptrunde; Q1, Q2, Q3 = Ausscheiden in der 1. / 2. / 3. Qualifikationsrunde; nicht ausgetragen

### Juniorinneneinzel
| Turnier         | 2009 | 2010 | Karriere |
| --------------- | ---- | ---- | -------- |
| Australian Open | —    | —    | —        |
| French Open     | 1    | 1    | 1        |
| Wimbledon       | —    | —    | —        |
| US Open         | —    | —    | —        |

Zeichenerklärung: S = Turniersieg; F, HF, VF, AF = Einzug ins Finale / Halbfinale / Viertelfinale / Achtelfinale; 1, 2, 3 = Ausscheiden in der 1. / 2. / 3. Hauptrunde; nicht ausgetragen

### Juniorinnendoppel
| Turnier         | 2009 | 2010 | Karriere |
| --------------- | ---- | ---- | -------- |
| Australian Open | —    | —    | —        |
| French Open     | 1    | VF   | VF       |
| Wimbledon       | —    | —    | —        |
| US Open         | —    | —    | —        |